# Оболонь (електродепо)
50°31′37″ пн. ш. 30°29′34″ сх. д. / 50.52694° пн. ш. 30.49278° сх. д.

Електродепо́ «Оболо́нь» (ТЧ-2) — електродепо Київського метрополітену, обслуговує Оболонсько-Теремківську лінію.

## Історія

### Лінії, які обслуговуються
| # | Лінія                         | Роки      |
| - | ----------------------------- | --------- |
| 2 | Оболонсько-Теремківська лінія | з 1988    |
| 3 | Сирецько-Печерська лінія      | 1989—2007 |

### Рухомий склад
- 81-717/714 — з 1988
- 81-717.5/714.5 — з 1988
- 81-717.5К/714.5К — з 2010
- 81-540.2К/81-541.2К — з 2010
- 81-540.3К/81-541.3К — з 2013
- 81-553.1/554.1/555.1 — з 2001-2010

На балансі депо перебуває контактно-акумуляторний електровоз на базі вагону типу Еж3.
17 червня 2006 року до електродепо «Оболонь» надійшов для випробування п'ятивагонний склад з вагонів серії 81-7021/7022 виробництва ВАТ «Крюківський вагонобудівний завод».

## Галерея

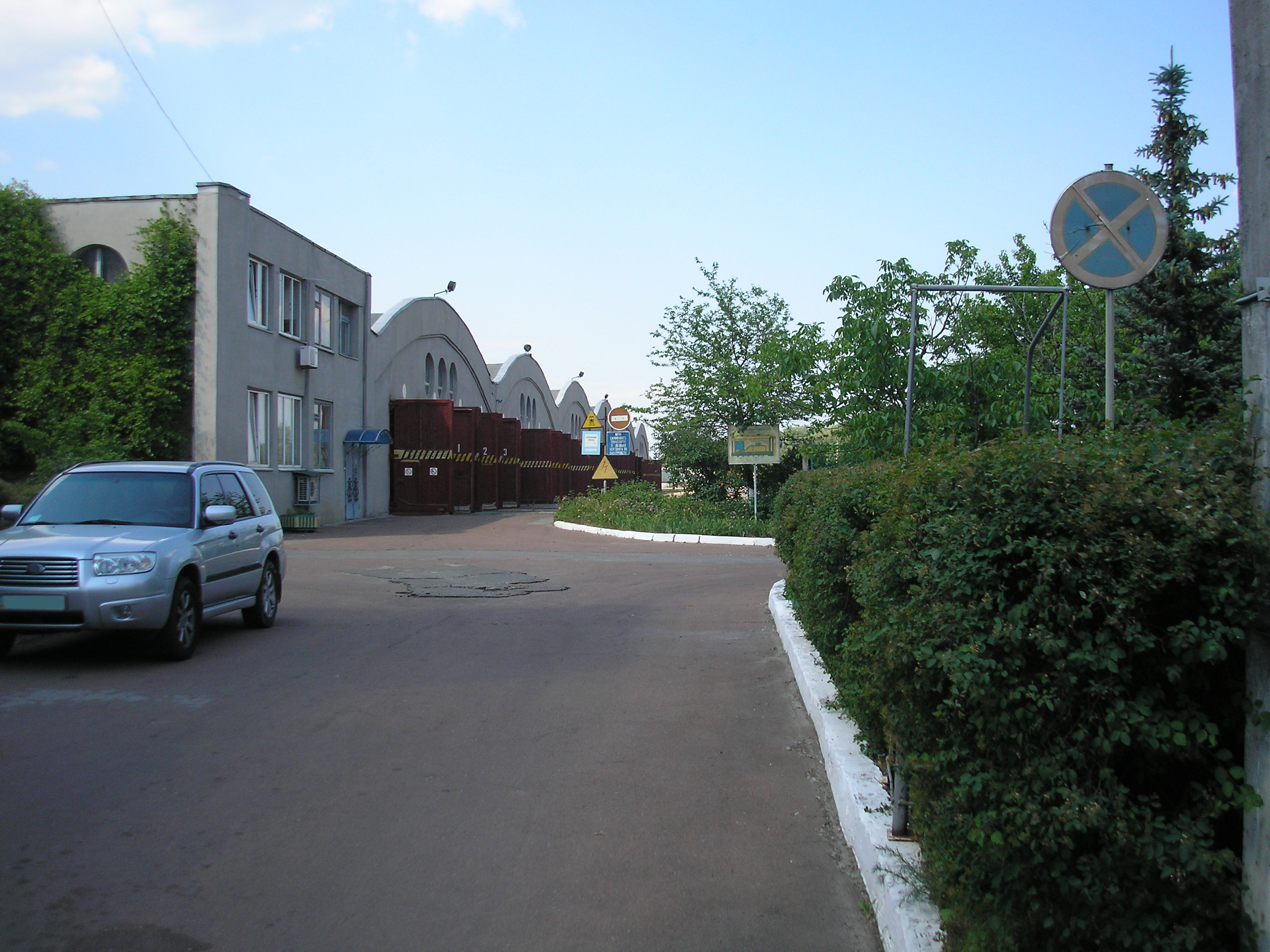
В'їзд до депо в 2012
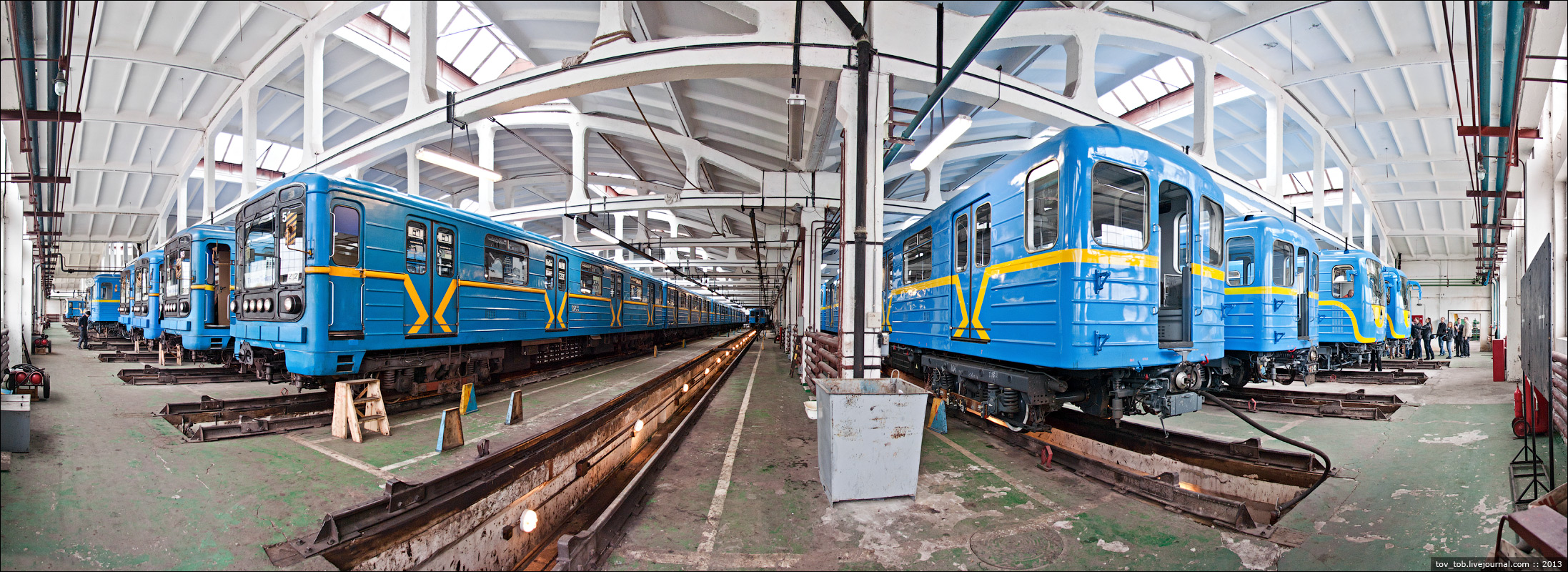
Вигляд зсередини